# Immeuble au 5, avenue du Maréchal-Foch à Mulhouse
L'immeuble au 5, avenue du Maréchal-Foch est un monument historique situé à Mulhouse, dans le département français du Haut-Rhin.

## Localisation
Ce bâtiment est situé au 5, avenue du Maréchal-Foch et rue de la Bourse à Mulhouse.

## Historique
L'édifice fait l'objet d'une inscription au titre des monuments historiques depuis 1986.